# اجلاس هماهنگی بین‌المللی سازمان‌های جوانان
اجلاس هماهنگی بین‌المللی سازمان‌های جوانان (انگلیسی: International Coordination Meeting of Youth Organisations) یک شبکه بین‌المللی است برای بزرگ‌ترین جنبش‌های جوانان و سازمان‌های جوان منطقه‌ای. این شبکه بین‌المللی در سال ۲۰۰۴ تأسیس شد و در سال ۲۰۱۳ تقویت گردید. این شبکه مدعی است: برای متحد کردن و نمایش صداهای گوناگون سازمان‌های جوانان پر پهنه بین‌المللی عمل می‌کند تا با ارائه پلاتفرم هماهنگی و همکاری به منظور داشتن تأثیر قوی‌تر بر فرایندهای سیاست جوانان، این اتحاد جهانی را ایجاد کند. با تلاش برای مشارکت‌های کامل بین سازمان‌های جوانان و سهامداران آنها.
اهداف اصلی آن عبارتند از: همکاری میان سازمان‌های تحت رهبری جوانان در سطح منطقه‌ای و جهانی، هماهنگی ورودی‌های سیاسی به سیاست جهانی جوانان. در حال حاضر این شبکه سالی یک‌بار اجلاس سالانه برگزار می‌کند تا کار انجام شده توسط اعضا برگزار را بررسی کند.